# Ryszard Schubert
Ryszard Schubert (ur. 2 lipca 1949) – polski prozaik.
Nie miał wykształcenia polonistycznego, zajmował się handlem na targowisku w Poznaniu. 
W jego utworach można m.in. spotkać zwroty z gwary poznańskiej.
Henryk Bereza określił taki sposób pisania jako „społeczny autentyzm językowy”.
Twórczością Schuberta zajmowali się m.in. Henryk Bereza i Donat Kirsch.
W 1975 roku otrzymał Medal Młodej Sztuki.

## Twórczość
- Trenta Tre, 1975;
- Panna Lilianka, 1979, 1983.